# Протесты в Грузии (2019)
Протесты в Грузии — массовые антиправительственные выступления антироссийской направленности («антиоккупационные протесты»), проходившие в центре Тбилиси в 2019 году.
Формальным поводом для протестов послужил приезд в Тбилиси российской делегации для участия в пленарном заседании Межпарламентской ассамблеи православия (МАП), проводившемся в зале заседаний грузинского парламента.
Протестующие обвинили грузинские власти в том, что с их ведома президент МАП, депутат Госдумы РФ Сергей Гаврилов занял кресло председателя парламента и вёл заседание на русском языке, что было воспринято протестующими как оскорбление и проявление предательства национальных интересов со стороны властей.
Представители оппозиции сорвали мероприятие, а вечером 20 июня организовали акцию протеста, закончившуюся попыткой штурма парламента. В ходе беспорядков пострадали 240 человек, более 300 были задержаны.
Острую общественную критику вызвали действия отрядов специального назначения при разгоне митинга. Полицейских обвиняют в неоправданной жестокости и неправомерном применении резиновых пуль, из-за чего несколько человек потеряли зрение.
Начиная с 21 июня митинги перед зданием парламента на проспекте Руставели практически не прекращались в течение последующих месяцев, получив название «антиоккупационных». Главным требованием протестующих была отставка министра внутренних дел Георгия Гахарии.
Генеральная прокуратура Республики Грузия квалифицировала штурм парламента в ночь с 20 на 21 июня как попытку государственного переворота.

## Повод
20 июня в зале заседаний грузинского парламента начала работу 26-я генассамблея Межпарламентской ассамблеи православия (МАП), которую открыл президент генассамблеи депутат Госдумы России Сергей Гаврилов. Гаврилов, председательствовавший на заседании, занял кресло председателя парламента Грузии. Работу ассамблеи, однако, прервали оппозиционные грузинские депутаты, представляющие партии «Единое национальное движение» и «Европейская Грузия», которые в перерыве заседания блокировали место спикера, оттеснив Гаврилова, и потребовали, чтобы российская делегация немедленно покинула парламент. 
Участники заседания были вынуждены покинуть здание парламента и завершить работу в отеле, после чего члены российской делегации под усиленной охраной были вывезены в тбилисский аэропорт и вернулись в Россию.
Председатель парламента Ираклий Кобахидзе и глава правящей партии «Грузинская мечта — Демократическая Грузия» Бидзина Иванишвили в своих заявлениях по поводу инцидента в парламенте дали понять, что разделяют возмущение оппозиции присутствием в грузинском парламенте официальных представителей «государства-оккупанта, оккупировавшего 20 % территории Грузии», однако оппозиции этого показалось мало, и она обвинила власти в предательстве национальных интересов. Как заявил один из лидеров ЕНД Никанор Мелия, «нынешние грузинские власти тайно сдают Грузию России, но народ не допустит этого».
21 июня Межпарламентская ассамблея православия сделала заявление по поводу произошедшего инцидента, указав, что 26-я генассамблея МАП проводилась в Тбилиси по приглашению спикера парламента Грузии, заседание вели президент генассамблеи МАП Сергей Гаврилов и генеральный секретарь ассамблеи Андреас Михаилидис, место для председательствующего на заседаниях было предоставлено принимающей стороной, а русский язык является одним из четырёх рабочих языков ассамблеи.
Сергей Гаврилов потребовал выявления зачинщиков произошедшей провокации и тех, кто угрожал физической расправой в отношении россиян и других иностранных гостей, представлявших 23 национальных парламента, которые приехали в Тбилиси по приглашению официальных властей Грузии.

## 20-21 июня. Начало протестов
Вечером 20 июня перед зданием парламента собралось 5-7 тысяч протестующих, требовавших отставки председателя парламента Ираклия Кобахидзе, а также руководителя Службы госбезопасности Вахтанга Гомелаури и министра внутренних дел Георгия Гахария. Собравшиеся скандировали «Сакартвело» («Грузия»), «Россия — оккупант» и даже сожгли российский флаг.

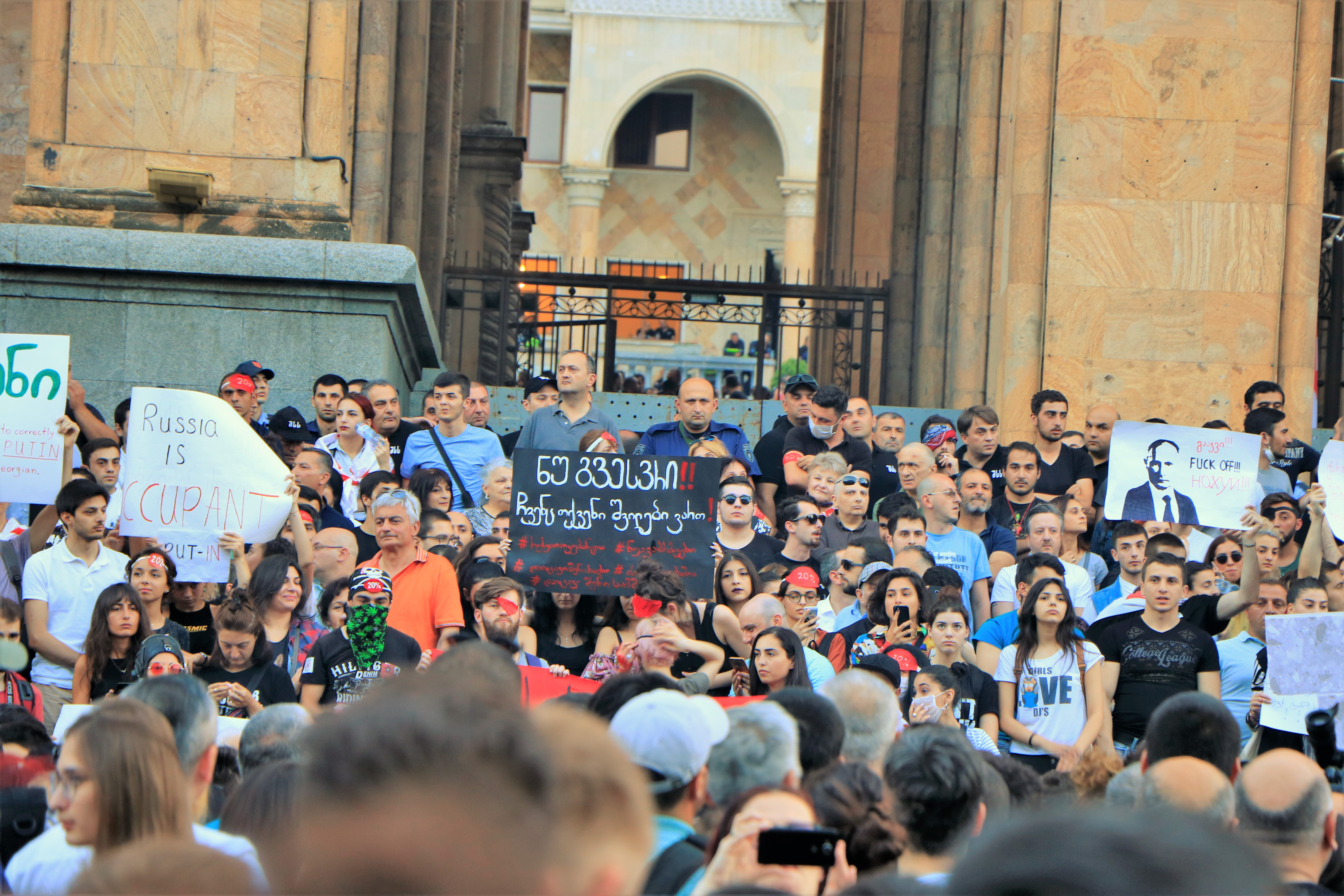
Протестующие

Вначале оцепившие парламент полицейские действовали достаточно мягко и даже без особого сопротивления отдавали протестующим свои щиты. Позднее, когда собравшиеся попытались штурмовать здание, действия полиции стали более решительными. Как заявил мэр Тбилиси Каха Каладзе, «То, что происходит перед парламентом, вышло за рамки свободы выражения, мирного протеста и приобрело антиконституционный характер». Непосредственно в здании осаждённого парламента находился министр внутренних дел, сюда также приехал премьер Мамука Бахтадзе.
Примерно в 23:00 полиция применила против толпы слезоточивый газ, сигнальные ракеты и резиновые пули. Часть протестующих разбежалась, но через какое-то время некоторые из них вернулись. Мамука Бахтадзе обвинил партию «Единое национальное движение» в дестабилизации обстановки. Всё это время лидер ЕНД Михаил Саакашвили с территории Украины обращался к своим сторонникам через Facebook, поддерживая их и убеждая не сдаваться, «поставить точку в правлении российского олигарха Иванишвили».
Позднее полиция перешла к ещё более жёстким мерам против собравшихся. Грузинская телекомпания «Рустави-2» сообщила о массовой стрельбе резиновыми пулями и применении слезоточивого газа.
В ходе столкновений между демонстрантами и частями спецназа МВД увечья и ранения различной степени тяжести получили 240 человек, включая 80 полицейских, Около 300 человек были оштрафованы судом либо приговорены к административному аресту. Десятки человек (в основном женщины) были доставлены в больницы в состоянии шока, вызванного слезоточивым газом. По сообщению Минздрава, наиболее тяжёлым остаётся положение демонстрантов, которым резиновые пули попали в глаза. Оппозиционная телекомпания «Рустави-2» сообщила, что по крайней мере три человека потеряли глаз навсегда.
Полиции удалось оттеснить протестующих от здания парламента к площади Первой Республики, где начались задержания участников акции. Часть митингующих попыталась соорудить баррикады недалеко от здания тбилисской филармонии, перегородив улицу автобусом и мусорными баками.
Протестующие разгромили офис правящей партии «Грузинская мечта — Демократическая Грузия» и, по данным Первого канала Грузии, сожгли флаги с эмблемой партии.
В ходе событий часть протестующих направилась к российскому консульству и взяла его в осаду, выкрикивая антироссийские лозунги.
К утру 21 июня после многочасового противостояния полиции удалось расчистить проспект Руставели, при этом подразделения спецназа остались охранять парламент.
Лидер партии «Европейская Грузия» Гига Бокерия озвучил совместные ультимативные требования оппозиции к партии «Грузинская мечта»:
- отставка председателя парламента Грузии Ираклия Кобахидзе;
- отставка министра внутренних дел Георгия Гахарии;
- отказ от смешанной мажоритарно-пропорциональной системы выборов.

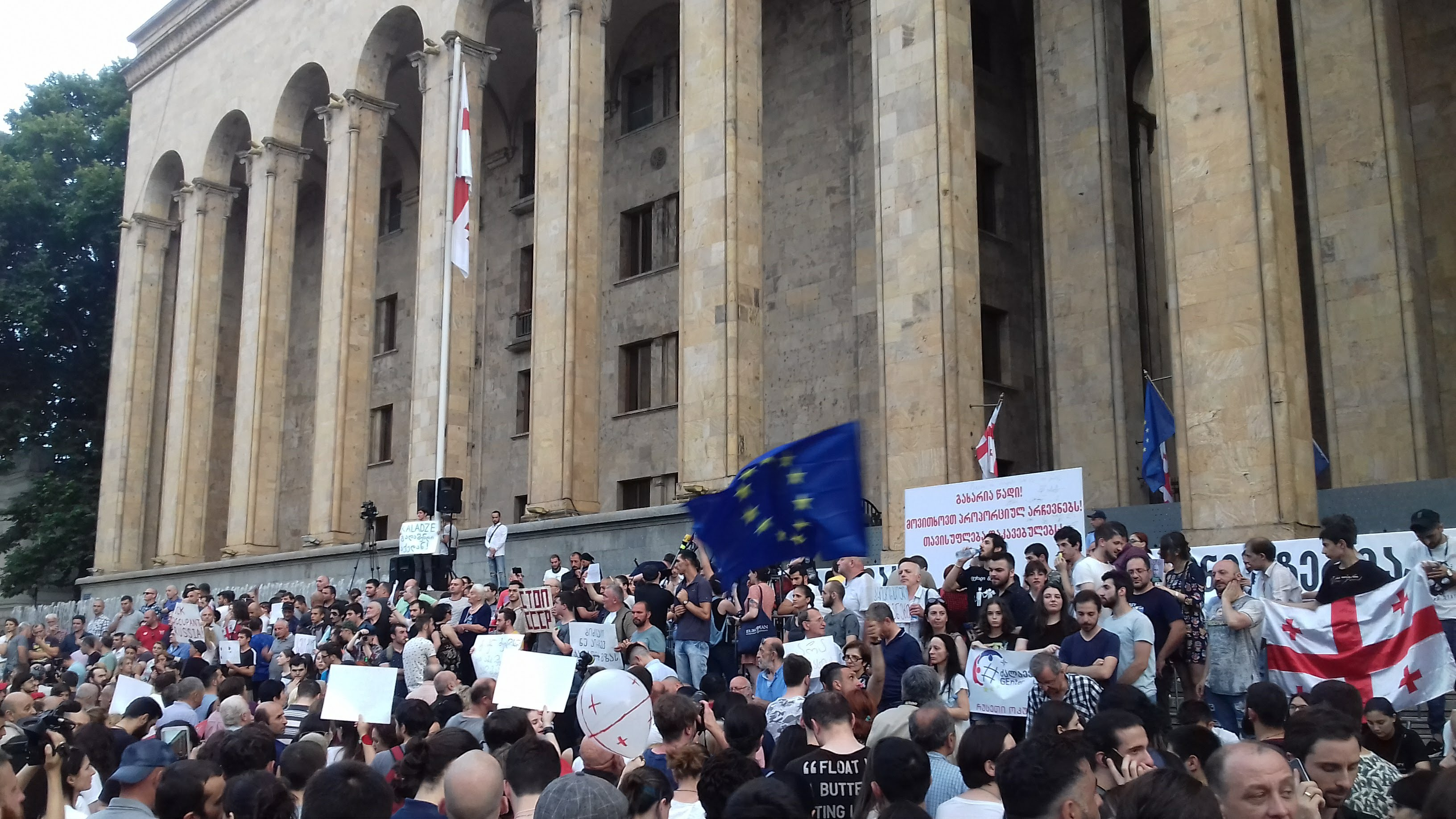
Протестующие

Оппозиция заявила, что в случае непринятия их требований до 19:00 21 июня у здания парламента «начнётся новый, абсолютно мирный митинг оппозиции».
Председатель парламента, по мнению оппозиционеров, виновен в возникновении кризиса, поскольку именно он дал согласие на проведение заседания Межпарламентской ассамблеи православия. Министр внутренних дел обвиняется в том, что отдал приказ о применении силы, в том числе спецсредств, против участников протестов. Оппозиция также требует отставки главы Службы государственной безопасности Вахтанга Гомелаури, который, как заявляется, не должен был позволять въезд Сергея Гаврилова в Грузию. Оппозиция утверждает, что Гаврилов якобы принимал участие в боевых действиях против Грузии в 1993 году на стороне абхазских войск (сам Гаврилов это категорически отрицает) и неоднократно высказывался в пользу признания независимости Абхазии и Южной Осетии.
Президент Грузии Саломе Зурабишвили, на фоне беспорядков прервавшая свой визит в Белоруссию и вернувшаяся в Тбилиси, назвала Россию врагом и заявила, что те, кто способствует внутреннему конфликту, осуществляют российскую политику: «Россия — наш враг и оккупант. Управляемая ею пятая колонна, возможно, сегодня может быть более опасной, чем открытая агрессия. Я хотела бы ещё раз сказать, что раскол страны и общества и внутреннее противостояние никому не идут на руку, кроме России, и сегодня это её самое известное оружие». Премьер-министр России Дмитрий Медведев назвал заявления грузинского президента «крайне непрофессиональными», добавив: «Может быть, она просто ещё не вошла, что называется, в курс дела или сознательно искажает ситуацию».
Утром 21 июня у здания бывшей государственной филармонии в центре столицы произошли столкновения между молодыми людьми, поддерживающими оппозицию, и экипажами патрульной полиции. Оппозиционеры закидали полицейских камнями и палками, а также перевернули полицейскую машину. Несколько человек было задержано. Полиция начала задержания и в других районах города.

## Последующие события

### Июнь
21 июня председатель парламента Грузии Ираклий Кобахидзе подал в отставку, что позволило снизить напряжённость в обществе. По итогам заседания политсовета правящей партии «Грузинская мечта» депутат Мамука Мдинарадзе заявил: Кобахидзе уходит не по требованию оппозиции, а потому что правящая партия «берёт на себя ответственность» за произошедшее в зале заседаний парламента. Глава грузинской делегации в МАП, депутат от «Грузинской мечты» Захарий Куцнашвили, инициатор проведения заседания ассамблеи в Грузии, добровольно сложил депутатские полномочия. В начале сентября парламент Грузии приостановил его депутатские полномочия.
Манифестации в Тбилиси продолжились, но на этот раз митинг был менее многочисленным и прошёл без инцидентов. Площадка у здания парламента на проспекте Руставели остаётся на последующие дни главной ареной протестов: каждый вечер её заполняет молодёжь — студенты и активисты многочисленных неправительственных организаций.
Президент Грузии Саломе Зурабишвили заявила, что власти недооценили риски проведения заседания МАП в Тбилиси: «В результате мы получили неприемлемый её формат и российского депутата в кресле председателя нашего парламента. Случившееся оскорбило нашу общественность и вызвало протест всего народа». Саломе Зурабишвили призвала все политические силы страны к диалогу: «Все должны понимать, что противостояние наносит удар по каждому из нас, наносит удар государству и укрепляет только врага. Когда соседнее государство оккупировало наши территории, все должны проявлять особую осторожность»,— заявила она.
Саломе Зурабишвили прокомментировала призыв Михаила Саакашвили к полиции не подчиняться приказам властей Грузии: «Полностью неприемлемо, чтобы из-за рубежа гражданин другой страны призывал полицию к неподчинению… деструктивные оппозиционные силы, провоцирующие насилие, выполняют план Москвы».
22 июня игроки и тренеры тбилисского «Локомотива», «Рустави» и кутаисского «Торпедо» вышли на матчи чемпионата Грузии в майках с надписью: «Мы из Грузии, наша страна оккупирована Россией». Федерация футбола Грузии поддержала эту политическую акцию. Союз европейских футбольных ассоциаций (UEFA) заявил, что может возбуждать дисциплинарные дела только в отношении инцидентов, происходящих в рамках соревнований UEFA.
В Тбилиси было совершено нападение на съёмочную группу телеканала «Россия 24». Корреспондент брал интервью у владельцев туристического агентства, когда несколько молодых людей начали выкрикивать националистические лозунги, а затем попытались избить его и оператора.
Вечерняя акция протеста у здания парламента в Тбилиси собрала меньше участников, чем в предыдущие дни. Митинг завершился шествием к офису правящей партии.
Мэр Тбилиси Каха Каладзе, один из видных сторонников Иванишвили, признал, что правящая команда «допустила ужасную ошибку», пригласив в страну Сергея Гаврилова. Бывший премьер-министр Георгий Квирикашвили призвал власти удовлетворить требования митингующих, в том числе провести внеочередные парламентские выборы.
23 июня грузинский омбудсмен Нино Ломджария заявила, что лично следит за расследованием инцидента со съёмочной группой российского телеканала «Россия 24». При этом она подчеркнула, что другие россияне не жаловались на нарушение прав на фоне «антиоккупационных протестов» в Грузии. Нино Ломджария отметила, что, «несмотря на российскую оккупацию, в последние годы в Грузии не было насилия в отношении граждан РФ по этническому или национальному признаку».
Вечером перед парламентом вновь собрались несколько тысяч человек. Партия «Единое национальное движение» финансировала организацию митинга, установив аппаратуру и сцену на ступенях к парламенту. Организаторы акции сообщили, что несколько человек объявили голодовку. Ситуацию обострило заявление представителя оппозиционной телекомпании «Рустави-2» о том, что власти якобы планируют силой захватить её здание и прекратить вещание телеканала. Лидеры правящей партии назвали это заявление «грязной провокацией».
Антироссийские акции в Грузии принимают всё больший размах: как сообщают СМИ, в дополнение к 20 % «надбавке» на цены в ресторанах для российских туристов, грузинские кинотеатры перестали показывать фильмы с субтитрами на русском языке.
24 июня власти Грузии пошли на ещё одну уступку оппозиционерам. Как заявил глава правящей партии «Грузинская мечта» Бидзина Иванишвили, его партия намерена инициировать конституционные поправки, которые позволят провести парламентские выборы 2020 года по пропорциональной системе и с нулевым барьером.
Михаил Саакашвили уже через несколько минут после выступления Иванишвили вышел в соцсети и, обратившись к своим сторонникам из «Единого национального движения», заявил, что Иванишвили «нулевым барьером пытается обеспечить псевдомногопартийность посредством своих партий-сателлитов». Саакашвили призвал участников бессрочного митинга на проспекте Руставели не прекращать акцию до тех пор, пока власти не отправят в отставку главу МВД Георгия Гахарию.
На сайте МВД Грузии было опубликовано заявление о том, что десять полицейских, участвовавших в разгоне митингующих у здания парламента 20 июня, отстранены от службы за превышение полномочий. По факту возможного превышения полномочий полицейскими Генеральная прокуратура начала расследование.
Акция протеста в Тбилиси 24 июня прошла без инцидентов, завершилась шествием и живой цепью её участников вокруг здания парламента.
Премьер-министр Грузии Мамука Бахтадзе в эфире грузинской телекомпании «Имеди» заявил, что считает Грузию безопасной для всех туристов, в том числе российских. Бахтадзе сообщил о намерении поднять вопрос о прерванном авиасообщении между Грузией и Россией на ближайшей встрече его спецпредставителя по взаимоотношениям с Россией Зураба Абашидзе и замминистра иностранных дел РФ Григория Карасина в Праге.
25 июня Генпрокуратура Грузии возбудила уголовное дело по ст. 225 УК «Организация группового насилия» в отношении Никанора Мелии, председателя политсовета «Единого национального движения» (ЕНД). По версии следователей, вечером 20 июня именно Никанор Мелия призвал протестующих пойти на штурм здания парламента, поскольку, по его словам, власти не выполнили ультиматум оппозиции о немедленной отставке председателя парламента Ираклия Кобахидзе.
Новым спикером парламента был избран лидер «Грузинской мечты» Арчил Талаквадзе. Перед голосованием он заверил, что в парламенте не будут выступать депутаты из России, «пока продолжается оккупация нашей страны. Пока продолжается оккупация, не будет ни одного компромисса за счёт наших национальных интересов»,— сказал лидер «Грузинской мечты».
К вечеру митингующие вновь перекрыли проспект Руставели перед зданием парламента. Участников митинга стало гораздо меньше, чем в первые дни протеста, однако их требования остаются прежними — отставка главы МВД и освобождение задержанных ранее участников митинга.
26 июня парламентское большинство от правящей партии «Грузинская мечта» приняло решение о снятии с Мелии депутатской неприкосновенности. Оппозиционные фракции бойкотировали заседание.
Вечером у здания парламента возобновился митинг с требованием отставки министра внутренних дел Грузии Георгия Гахарии. Митингующие возлагают на него ответственность за то, что штурм парламента превратился в побоище с большим количеством пострадавших. ЕНД проводило на проспекте Руставели ещё одну акцию протеста — против решения о снятии депутатской неприкосновенности с Никанора Мелии.
27 июня городской суд Тбилиси оставил Мелию на свободе, заставив выплатить 30 тыс. лари в качестве залога. Мелию обязали постоянно находиться по месту регистрации, сдать паспорт судебным приставам, являться по требованию следствия на допросы. Оппозиционеру запрещено участвовать в публичных акциях, а также общаться с другими участниками митинга 20 июня.
28 июня после заседания правительства глава МВД Грузии Георгий Гахария заявил, что грузинские власти не разрешат въезд в страну депутата Госдумы РФ Сергея Гаврилова.
29 июня в Тбилиси на проспекте Руставели состоялось очередное массовое шествие в сторону площади Свободы («Марш свободы») с требованиями отставки главы МВД Георгия Гахарии. Манифестанты несли флаги Грузии и Евросоюза, плакаты с надписью «Уходи!». В шествии приняли участие сторонники оппозиционных партий из столицы и регионов.

### Июль
Оппозиционные митинги и шествия в Тбилиси продолжились, хотя, по мнению наблюдателей, на первый план вместо антироссийской направленности акций постепенно начало выходить противостояние между правящей «Грузинской мечтой» и «Единым национальным движением» Михаила Саакашвили. Основным требованием протестующих остаётся отставка главы МВД Георгия Гахарии, тем более что министр взял на себя ответственность за применение 20 июня против демонстрантов «нелетальных каучуковых пуль». Одна из лидеров ЕНД Саломе Самадашвили заявила, что оппозиция будет настаивать на международном расследовании инцидента.
3 июля руководство МВД Грузии объявило о временном отстранении от занимаемой должности директора департамента по особым заданиям Георгия Какитаишвили до завершения расследования по делу о митингах 20 июня.
4 июля представитель Генпрокуратуры Грузии Кока Кацитадзе заявил, что беспорядки у здания парламента — это часть плана по насильственному захвату власти путём мятежа. Дело о попытке штурма парламента было переквалифицировано в дело о попытке государственного переворота. Расследование будет вестись по статьям об организации массовых беспорядков, а также заговора или мятежа в целях насильственного изменения конституционного строя (ст. 225 и 315 УК Грузии). Первым фигурантом дела по новой статье станет глава политсовета ЕНД Никанор Мелия. Другими подозреваемыми по этому делу могут стать бывший мэр Тбилиси, сооснователь партии «Европейская Грузия» Гиги Угулава, бывший глава МВД Георгий Барамидзе, бывший министр обороны Ираклий Окруашвили, а также бывший президент Грузии Михаил Саакашвили.
Вечером сотрудники МВД Грузии в ходе спецоперации задержали четырёх человек по подозрению в «групповых насильственных действиях в отношении полиции» 20-21 июня. Задержанные обвиняются в том, что во время событий у здания парламента они «нападали на полицейских или физически противодействовали им с применением различных предметов». По некоторым данным, по крайней мере два из четырёх задержанных в той или иной степени связаны с Россией.
6 июля в ходе очередной акции протеста в Тбилиси митингующие прошли шествием от парламента Грузии к дому Бидзины Иванишвили с флагами Грузии и плакатами «Не ослепляй!» и «Гахария, уходи домой!». Их требование осталось прежним — отставка главы МВД Георгия Гахарии. По словам модераторов акции, она может продлиться до парламентских выборов 2020 года.
Вечером 7 июля в грузинско-российских отношениях произошёл очередной скандал. Популярный ведущий оппозиционного телеканала «Рустави-2» Георгий Габуния начал свою программу с нецензурных оскорблений в адрес Владимира Путина и его умерших родителей. Несмотря на позднее время, перед офисом телеканала возник стихийный митинг — в основном сторонников партии «Грузинская мечта», выразивших протест против подобного поведения. Ситуация обострилась настолько, что гендиректор телеканала объявил о приостановлении вещания «до тех пор, пока безопасность телеканала не будет защищена» (телеканал вернулся в эфир утром). Митингующие высказывали опасения, что публичное оскорбление может привести к российскому военному вторжению в Грузию. Президент страны Саломе Зурабишвили, ещё недавно называвшая Россию «врагом и оккупантом», заявила, что «недостойный проступок» Георгия Габунии «поощряет и провоцирует внешнюю агрессию», а значит «направлен против интересов страны». С осуждением в адрес журналиста высказались не только премьер-министр Мамука Бахтадзе и председатель парламента Арчил Талаквадзе, но даже Михаил Саакашвили, которого считают причастным к этому скандалу. МИД Грузии заявил, что расценивает его выступление как попытку внести напряжение в отношения Москвы и Тбилиси. В Москве случившееся назвали «провокацией радикальных сил», которой «должно дать оценку грузинское общество».
Вечером 8 июля у здания парламента в центре Тбилиси между участниками двух протестных акций произошли стычки. В инциденте приняли участие демонстранты, выступающие против «оккупации России» и за отставку главы грузинского МВД Георгия Гахарии, собравшиеся на проспекте Руставели, и противники проведения в Тбилиси акции ЛГБТ — «Марша достоинства», митинг которых проходил неподалёку — в Пушкинском сквере. В итоге участники обеих акций сместились к зданию парламента и начали забрасывать друг друга бутылками. В итоге демонстрантов оттеснила друг от друга полиция, несколько человек были задержаны. Этим же вечером к зданию МВД под охраной полицейских вышли ЛГБТ-активисты, протестовавшие против решения о переносе на неопределённый срок «Марша достоинства», а также стихийная демонстрация прошла у здания телекомпании «Рустави-2».
9 июля президент Грузии Саломе Зурабишвили выступила с обращением, в котором, в частности, попросила российские власти избегать эскалации конфликта и игнорировать провокации радикальных сил, чтобы не «способствовать их деструктивным целям». Зурабишвили также обратилась к грузинским политическим силам, которые «своими действиями и заявлениями, прикрываясь флагом патриотизма, наносят вред гражданам Грузии и их экономическому благосостоянию как внутри страны, так и за её пределами».
Владимир Путин, впрочем, заявил, что не стал бы вводить санкции против Грузии из-за этого инцидента «из уважения к грузинскому народу». Он также сообщил, что не считает необходимым возбуждать против тележурналиста уголовное дело об оскорблении власти: «Много чести — возбуждать против таких уголовные дела. Пусть вещает дальше», — сказал он.
25 июля в Тбилиси был задержан бывший министр обороны Грузии, лидер оппозиционной партии «Победившая Грузия» Ираклий Окруашвили. Ему предъявили обвинения по делу о штурме парламента и попытке государственного переворота 20-21 июня. В МВД Грузии подтвердили задержание Окруашвили и сообщили, что всего по этому делу задержаны 17 человек.

### Сентябрь
2 сентября подал в отставку премьер-министр Грузии Мамука Бахтадзе. 3 сентября правящая партия «Грузинская мечта» выдвинула на пост премьер-министра кандидатуру главы МВД Георгия Гахарии.

### Ноябрь
14 ноября парламентское большинство от «Грузинской мечты», несмотря на обещание, данное в ходе июньских событий лично лидером партии Бидзиной Иванишвили, провалило конституционную поправку о проведении парламентских выборов 2020 года исключительно по партийным спискам, а не по смешанной, пропорционально-мажоритарной системе.
17 ноября перед зданием грузинского парламента начался многотысячный митинг «Объединённой оппозиции» с участием всех значимых политических сил, в том числе крупнейшей оппозиционной партии «Единое национальное движение» Михаила Саакашвили. Было объявлено о начале блокирования парламента. МВД Грузии предупредило, что будет вынуждено применить силу. Оппозиция требует от властей выполнить её требования:
- немедленная отставка правительства Георгия Гахария;
- создание временного правительства;
- проведение внеочередных парламентских выборов через 2-3 месяца по так называемой «Германской электоральной системе»;
- освобождение политзаключённых (участников столкновений с полицией в ночь с 20 на 21 июня)[59].

## Последствия для российско-грузинских отношений
Беспорядки в Тбилиси и прозвучавшие заявления грузинских официальных лиц привели к ухудшению отношений между Россией и Грузией.
Ситуация в Грузии уже утром 21 июня была обсуждена на заседании Совбеза России под председательством президента Владимира Путина. По итогам встречи его пресс-секретарь Дмитрий Песков сообщил: «Спровоцированная экстремистскими элементами русофобская провокация в отношении российских парламентариев была расценена как очень опасное проявление».
21 июня президент России Владимир Путин подписал указ «Об отдельных мерах по обеспечению национальной безопасности Российской Федерации и защите граждан России от преступных и иных противоправных действий», который подразумевал прекращение прямого авиасообщения между Россией и Грузией с 8 июля 2019 года на неопределённый срок. Прямые рейсы из России в Грузию выполняли авиакомпании S7, «Аэрофлот», «Уральские авиалинии», Red Wings, SmartAvia и «Победа». Запрет будет действовать до тех пор, «пока существует угроза для россиян в Грузии». Вслед за этим российские аэропорты были закрыты для грузинских авиакомпаний, а туроператорам и турагентам было предложено на время действия запрета воздерживаться от продажи путевок в Грузию.
Грузинское руководство предприняло спешные попытки смягчить возникшую напряжённость, чтобы не допустить обвала туристического рынка страны, но натолкнулись на жёсткую реакцию российской стороны. Грузинские эксперты стали выражать опасения, что помимо приостановки авиасообщения российские власти могут принять и другие запретительные меры — например, закрыть российский рынок для грузинской сельхозпродукции, вина и минеральной воды, как в 2006—2013 годах.
Пресс-секретарь президента России Дмитрий Песков 24 июня заявил, что введённые ограничения могут быть отменены, когда в Грузии утихнут «русофобские настроения». «К сожалению, можно констатировать, что сейчас в Грузии царит очень русофобская истерия, она искусно подогревается изнутри такими радикальными элементами»,— заявил Песков. При этом он отметил, что между двумя странами «нет никакого политического конфликта».
На фоне ухудшения отношений с Россией и отмены авиасообщения между странами курс грузинского лари снизился в конце июня 2019 года до исторического минимума — 2,8 лари/долл. В последующие месяцы падение продолжилось, в начале сентября 2019 года курс составил уже 2,96 лари/долл. Национальный банк Грузии объяснил это, в частности, сокращением потока российских туристов. Общий ущерб экономике страны от сокращения туристических потоков из России до конца года оценивается в 200—300 млн долларов.
После инцидента с ведущим телеканала «Рустави-2» Госдума, руководствуясь федеральным законом «О специальных экономических и принудительных мерах», рекомендовала правительству рассмотреть целесообразность специальных экономических мер против Грузии и представить предложения Владимиру Путину. По словам спикера Госдумы Вячеслава Володина, речь идёт в первую очередь о запрете на ввоз в Россию грузинских вин и воды, а также на ограничение денежных переводов из России в Грузию. В принятом всеми фракциями документе говорится, что «депутаты Госдумы категорически осуждают непрекращающиеся антироссийские провокации в Грузии». Это предложение не получило развития.
25 сентября 2019 года в интервью газете «Коммерсантъ» глава МИД России Сергей Лавров заявил, что, по его мнению, стоит вернуть авиасообщение с Грузией, которое было приостановлено указом президента России с 8 июля: «Мне кажется, что это будет правильно, после того как большинство грузинского населения осознало контрпродуктивный провокационный характер той выходки, которая произошла в грузинском парламенте, когда там заседала Межпарламентская ассамблея православия», — добавил он. По словам Лаврова, события в парламенте были запланированными и оппозиция пошла на такой шаг сознательно. 26 сентября в Нью-Йорке на полях сессии Генассамблеи ООН при содействии Швейцарии состоялась первая за 10 лет встреча министров иностранных дел России и Грузии. По окончании встречи Сергей Лавров заявил, что Россия никогда не искала искусственных поводов для того, чтобы ухудшить отношения с Грузией — однако Москва ждёт от Тбилиси готовности к нормализации отношений, тогда как вместо этого Грузия ориентируется на русофобов. По словам Лаврова, если бы Грузия стала работать в направлении нормализации отношений с Россией, он бы «лично это воздушное сообщение возобновил». 27 сентября пресс-секретарь российского президента Дмитрий Песков заявил, что Россия надеется, что будут созданы необходимые и подходящие условия для восстановления авиасообщения с Грузией.
28 сентября президент Грузии Саломе Зурабишвили положительно оценила итоги встречи главы МИД Грузии Давида Залкалиани с министром иностранных дел России Сергеем Лавровым. По её словам, Тбилиси необходимо вести диалог с Москвой. Зурабишвили отметила, что у страны, в которой существует проблема «оккупированных территорий», существует два пути. «Один — война, военный путь, от которого мы отказались. Второй — это диалог и дипломатия. Грузия не может не попытаться использовать этот путь и закрыться в себе», — сказала президент.

## Мнения
Экс-спикер парламента Грузии Нино Бурджанадзе: «Я однозначно могу сказать, что здесь виновата грузинская сторона. Это как раз тот случай, когда Россия совершенно ни при чём, и тем более господин Гаврилов. Это вопиющая некомпетентность со стороны властей Грузии, потому что можно было ожидать, что среди населения будет определённый эмоциональный всплеск, когда увидят российского депутата в кресле председателя парламента. Это кресло — как бы символ независимости и самостоятельности Грузии. С другой стороны, нужно было ожидать, что этот эмоциональный всплеск будет использован потом проамериканскими и антироссийскими политическими силами, что и произошло на самом деле».
Руководитель научных исследований института «Диалог цивилизаций» Алексей Малашенко: «Грузинские политики и их группы поддержки, выходящие в эти дни на улицы, продолжают разыгрывать „российскую карту“ в борьбе за власть. Однако можно со всей определённостью сказать, что после войны августа 2008 года антироссийские настроения в грузинском обществе так и не стали господствующими. Поэтому нынешний кризис создан искусственно — это результат сразу нескольких ошибок с обеих сторон, допущенных при организации и уже непосредственно в ходе визита в Тбилиси депутата Госдумы Сергея Гаврилова. Не заинтересованные в эскалации с Москвой, способной обернуться для Грузии многомиллионными убытками, власти страны просто не справились с ситуацией, что и привело к взрыву».
Политолог, профессор и руководитель школы международных отношений Грузинского института общественных дел, бывший аналитик Совета национальной безопасности Грузии и помощник по внешней политике премьер-министра Грузии Торнике Шарашенидзе: «Власти применили силу и потеряли моральное преимущество перед экс-президентом Михаилом Саакашвили… События явно стали шоком и для Москвы, российские СМИ сразу стали искать во всём пресловутый американский след. Для опровержения достаточно, наверное, констатировать тот факт, что у США в Тбилиси вот уже более года нет посла, и вообще в стране уже давно жалуются, что Вашингтону не до Грузии. Дело просто в том, что „Грузинская мечта“ давно потеряла популярность и доверие. При ней экономика буксует и, что ещё важнее (во всяком случае, для граждан Грузии), она провалила демократические реформы. Последние выборы она выигрывала отчасти благодаря административному ресурсу и фальсификациям, отчасти негативному рейтингу Саакашвили. Но так не может вечно продолжаться».
Замглавы МИД России Григорий Карасин: «Мне больно осознавать, что радикалам саакашвилиевской школы удалось развернуть протестные акции 20 — 21 июня в антироссийскую сторону. В результате оказалось под ударом всё то позитивное в грузино-российских отношениях, что общими усилиями создавалось начиная с 2012 года. Новая атмосфера начинала работать на благо наших народов и уже приносила результаты. Но оказалось, что всё это зыбко и может быть бездумно отброшено толпой под грубые и безответственные декларации высокопоставленных деятелей Грузии. Радикалы, близкие к ЕНД, без труда вогнали ситуацию обратно в тупик враждебности и конфронтации».

## Международная реакция
- Посол ЕС в Грузии Карл Харцель заявил 20 июня, что Евросоюз пристально следит за развитием ситуации у здания парламента в Тбилиси и призывает все стороны к сдержанности: «Мы осознаём, какую боль чувствуют сегодня многие люди»,— написал он в Twitter. — «Призываем все стороны сохранять спокойствие и сдержанность, действовать в рамках конституции»[75].
- 26 июня посольство США в Тбилиси после получения информации о снятии иммунитета с Никанора Мелии распространило заявление, призвав правительство Грузии не делать радикальных шагов, способных ещё больше обострить ситуацию: «Несмотря на то, что важно расследовать насильственные действия в отношении демонстрантов и инциденты превышения силы, мы призываем правительство действовать взвешенно и сдержанно. Сейчас больше всего необходим диалог между всеми политическими партиями для усиления демократии Грузии»[10].

## Галерея

Протесты в Грузии
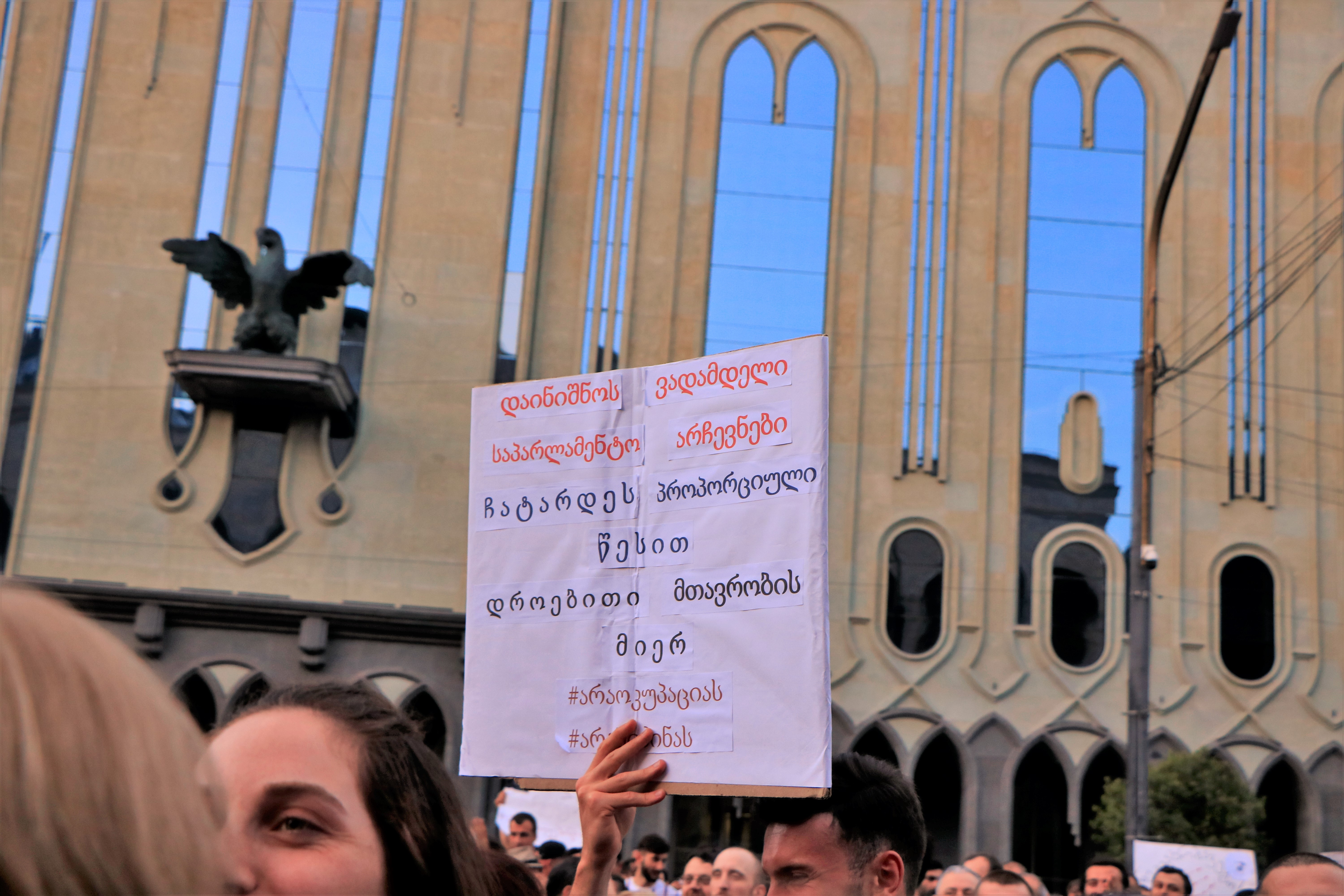
Один из плакатов
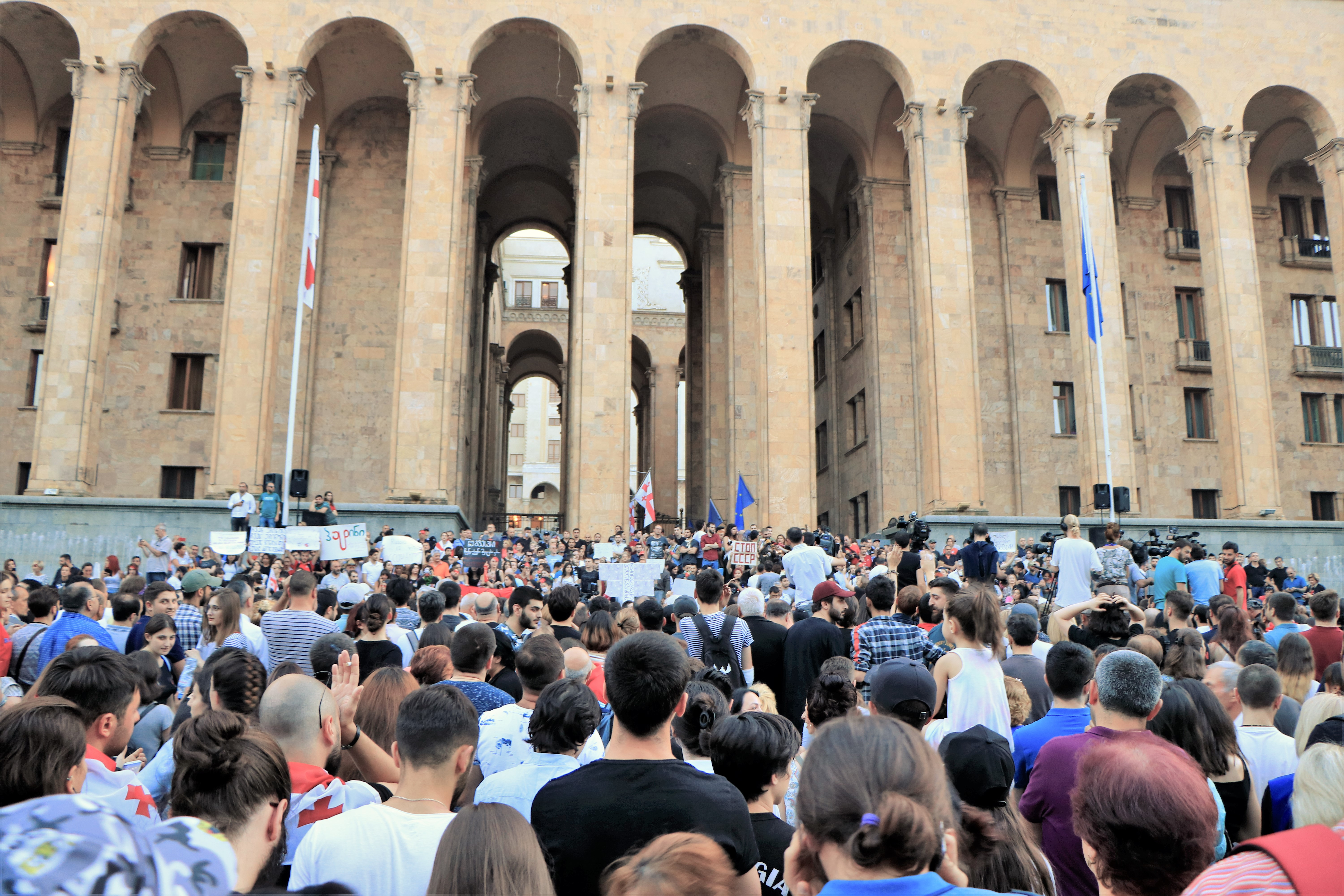
Протестующие
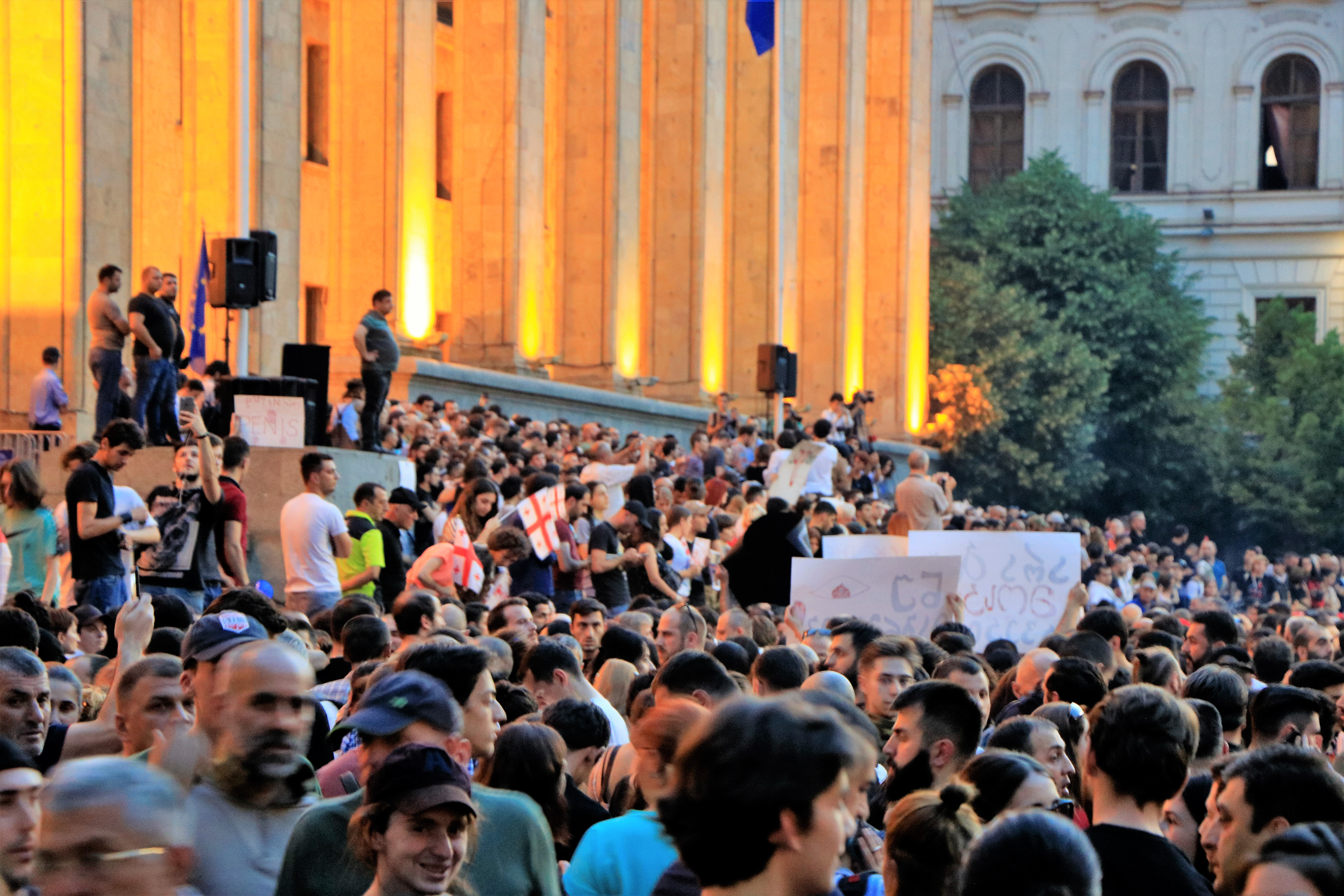
Протестующие